# Stephan Klapproth
Stephan Klapproth (* 8. August 1958 in Luzern) ist ein Schweizer Fernsehmoderator.

## Leben und Wirken
Stephan Klapproth hat zwei Schwestern und zwei Brüder. Am 8. August 2008 heiratete er seine langjährige Freundin.
Er studierte an der Universität Genf erst Politologie, Wirtschaft und Zeitgeschichte und ergänzend Rechtswissenschaften. 1981 erwarb er einen Magistertitel (M. A.) für Politikwissenschaften. Während seines Studiums schrieb Klapproth als freier Mitarbeiter für Zeitungen wie das Luzerner Tagblatt und die Zeitschrift Musik & Theater.
Er war von 1983 bis 1984 Redaktor beim Radio Genève Information und von 1984 bis 1986 beim Schweizer Radio International in Bern. Anschliessend und bevor er zum Fernsehen ging, arbeitete er als Moderator und Redaktionsleiter der Radiosendung Echo der Zeit, eines politischen Magazins des Schweizer Radios DRS.
Seit 1993 moderiert er beim Schweizer Fernsehen. Im Wechsel mit den Moderatorinnen Christine Maier (bis Oktober 2013), Andrea Vetsch (seit Mai 2014) und Daniela Lager präsentierte er bis 2015 die Nachrichtensendung 10vor10. Ausserdem moderierte Klapproth Reporter Spezial. Von 2002 bis 2004 war Klapproth zudem Moderator der Unterhaltungssendung Quiz today, eines Quiz über das aktuelle politische Geschehen, das aber nicht den gewünschten Zuschauererfolg verbuchte und daher eingestellt wurde.
Von Januar 2015 bis August 2016 gehörte Klapproth zum Moderationsteam von Sternstunde Philosophie. Er hatte bereits 2002 eine Staffel dieser Sendung moderiert. Im Sommer 2016 gab Klapproth bekannt, dass er nur noch als Moderator von politischen Sondersendungen auf dem Bildschirm zu sehen sein werde. Ab 2019 ist er einer der Gastkommentatoren der NZZ am Sonntag.
An der Universität Freiburg ist er Dozent am Institut für Journalistik und Kommunikationswissenschaften. Weiter referiert er über Fernseh- und Radiojournalismus an der Académie du journalisme et des médias (AJM) der Fakultät für Wirtschaftswissenschaften an der Universität Neuenburg.

## Soziales und politisches Engagement
Stephan Klapproth setzt sich für die Hilfsorganisation Goutte d’Eau ein; 2005 spendete er dafür die 20'000 Franken Preisgeld vom Swiss TV Award.

## Auszeichnungen
2005 wurde Klapproth mit dem Swiss TV Award als beliebtester Nachrichtenmoderator der Schweiz ausgezeichnet.